# Hoikansaari (ö i Södra Savolax, Nyslott, lat 61,67, long 29,14)
Hoikansaari är en ö i Finland. Den ligger i sjön Pihlajavesi och i kommunen Nyslott i  landskapet Södra Savolax, i den sydöstra delen av landet, 280 km nordost om huvudstaden Helsingfors. Öns area är 1,2 hektar och dess största längd är 290 meter i sydöst-nordvästlig riktning.